# 3 Tage in Quiberon
3 Tage in Quiberon è un film del 2018 diretto da Emily Atef.